# Erebia turbo
Erebia turbo är en fjärilsart som beskrevs av Hans Fruhstorfer 1918. Erebia turbo ingår i släktet Erebia och familjen praktfjärilar. Inga underarter finns listade i Catalogue of Life.